# Gare de Haga
La gare de Haga est une gare ferroviaire de la Kongsvingerbanen située dans la commune de Nes.

## Situation ferroviaire
La gare, établie à 126.4 m d'altitude, est située à 48.87 km d'Oslo.

## Histoire
La gare de Haga fut mise en service en 1862 et fait partie des gares historiques de la Kongsvingerbanen.

## Service des voyageurs

### Accueil
La halte est équipée d'une aubette.

### Desserte
La halte est desservie par des trains locaux en direction de Kongsvinger et d'Asker. 

### Intermodalité
Elle possède un parking de 35 places.